# Жук, Василий Иванович (директор)
Василий Иванович Жук — советский хозяйственный и политический деятель.

## Биография
Родился в 1915 году в селе Юсковцы. Член КПСС.
Участник советско-финской войны.
Участник Великой Отечественной войны: инструктор по партучету 163-й мотострелковой дивизии, старший инструктор по партучету политотдела 3-й ударной армии, заместитель командира 223-го мотоинженерного батальона по политчасти, старший инструктор оргинструкторского отдела политотдела 3-й ударной армии, старший инструктор по учёту партийно-комсомольских документов политотдела 43-й армии.
В 1945—1947 гг. — секретарь, председатель сельсовета в Витебской области Белорусской ССР, работник аппарата Витебского обкома КП(б) Белоруссии.
В 1947—1955 гг. — первый секретарь Суражского райкома КП(б) Белоруссии, первый секретарь Витебского райкома КП Белоруссии.
В 1955—1959 гг. — председатель колхоза имени Ленина Витебского района Витебской области.
В 1959—1983 гг. — директор совхоза «Рудаково» Витебского района Витебской области Белорусской ССР.
Заслуженный работник сельского хозяйства Белорусской ССР (1975).

Почти двадцать лет возглавлял пригородный совхоз «Рудаково» Василий Иванович Жук. Это человек цельный, деятельный, с характером борца, уверенный в своих силах и способностях

Избирался депутатом Верховного Совета Белорусской ССР 8-го созыва. Делегат XXIV и XXVI съездов КПСС.
Умер в 1983 году в деревне Новка.

## Награды
- Орден Ленина (дважды)
- Орден Октябрьской Революции
- Орден Отечественной войны II степени (02.09.1944)
- Орден Трудового Красного Знамени
- Орден Красной Звезды (31.01.1943)
- Орден Знак Почёта